# 發現宮

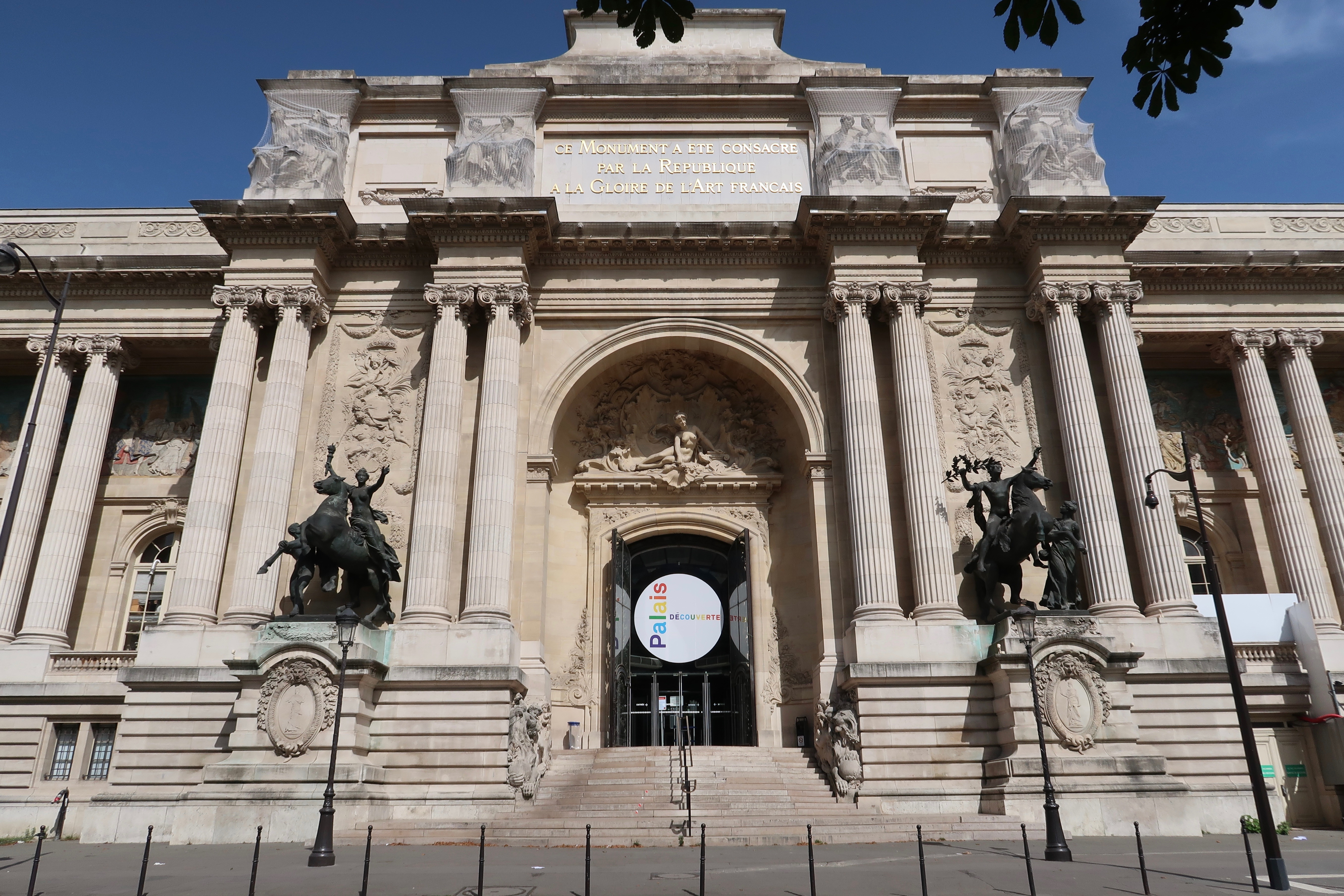
發現宮正門

發現宮（法語：Palais de la Découverte）是一座位於法國首都巴黎第八區大皇宮內的科學博物館，由諾貝爾物理學獎得主让·佩兰(1870-1942)於1937年創立，原為一國際特展《現代生活中的藝術與科技》所建。1938年，法國政府決定將該建築改建為新博物館。該博物館現佔地25,000平方公尺，位於1900年世界博覽會所建的巴黎大皇宮西側。
2010年1月，發現宮與科學與工業城合併，由管理機構universcience共同管轄，該機構在兩個地點都有辦事處。現館內的常設展囊括數學、物理學、天文學、化學、地質學與生物學等自然科學領域。
發現宮除禮拜一之外每日開放，常設及臨時展覽：全票9歐元/優惠票7歐元（不滿25歲以及年滿65歲）/ 6歲以下兒童免費。